# Sinagoga de Lesko
La sinagoga de Lesko (en polaco: Synagoga w Lesku) es una sinagoga de principios del siglo XVII de la ciudad de Lesko, al sur de Polonia, catalogada como monumento histórico de Polonia. Desde la década de 1980, la sinagoga se ha utilizado como galería de arte, con exposiciones de artistas de la región de Bieszczady.

## Historia
La sinagoga fue construida entre 1626 y 1654 por la comunidad judía sefardí de Lesko.
Fue gravemente dañada durante la Segunda Guerra Mundial tras la invasión alemana de 1939. Sin embargo, de las seis sinagogas activas en Lesko en víspera de la invasión, es la única que sobrevivió de alguna forma la guerra, siendo renovada en la década de 1960 tras dos décadas de dejación.

## Diseño
El edificio fue construido al estilo manierista-barroco temprano, con sus característicos frontones decorados con volutas y jarrones barrocos de piedra. Algunos de los elementos, sin embargo, son góticos, entre ellos los contrafuertes y la torre. La fachada tiene grabada una inscripción en hebreo que reza una cita de la biblia (Génesis 28:17):

וַיִּירָא, וַיֹּאמַר, מַה-נּוֹרָא, הַמָּקוֹם הַזֶּה:  אֵין זֶה, כִּי אִם-בֵּית אֱלֹהִים, וְזֶה, שַׁעַר הַשָּׁמָיִם.

Traducido en:

Y tuvo miedo, y dijo: !Cuán terrible es este lugar! No es otra cosa que casa de Dios, y puerta del cielo.

Encima de la inscripción hay un ojo de buey, y encima de él un grabado de las tablas de la Ley.
El interior de la sinagoga fue adornado al estilo manierista con hornacinas, cornisas y arquitrabes.